# フラット化する世界
『フラット化する世界』（フラットかするせかい、原題 The World Is Flat: A Brief History of the Twenty-first Century）は、トーマス・フリードマンの著した21世紀初頭のグローバル化の動向を分析する本。2005年に初版、2006年に増補版（Updated and expanded）が発売された。ニューヨークタイムズ・ベストセラーになった。

## 概要
インターネットなどの通信の発達や中国・インドの経済成長により、世界の経済は一体化し、同等な条件での競争を行う時代にいたると述べる。

## 版

### 英語版
- 1st edition, Farrar, Straus, Reese, and Giroux, 2005, ISBN 0-374-29288-4
- Audio book, Audio Renaissance, 2005, ISBN 1-59397-668-2
- "Updated and expanded", Farrar, Straus and Giroux, 2006, ISBN 0-374-29279-5
- Further Updated and Expanded: Release 3.0, 2007, ISBN 0-374-29278-7

### 日本語版
- 伏見威蕃訳 『フラット化する世界』（上・下巻）日本経済新聞社、2006年5月（日本語版は増補版の翻訳である）
  - 上巻 ISBN 978-4-532-31279-4
  - 下巻 ISBN 978-4-532-31280-0

- 2008年1月に増補改訂版が出版。
  - 上巻 ISBN 978-4-532-31377-7
  - 下巻 ISBN 978-4-532-31378-4

- 2010年7月には、上中下3巻による普及版も出版された。
  - 上巻 ISBN 978-4532316334
  - 中巻 ISBN 978-4532316341
  - 下巻 ISBN 978-4532316358